# Огорожа

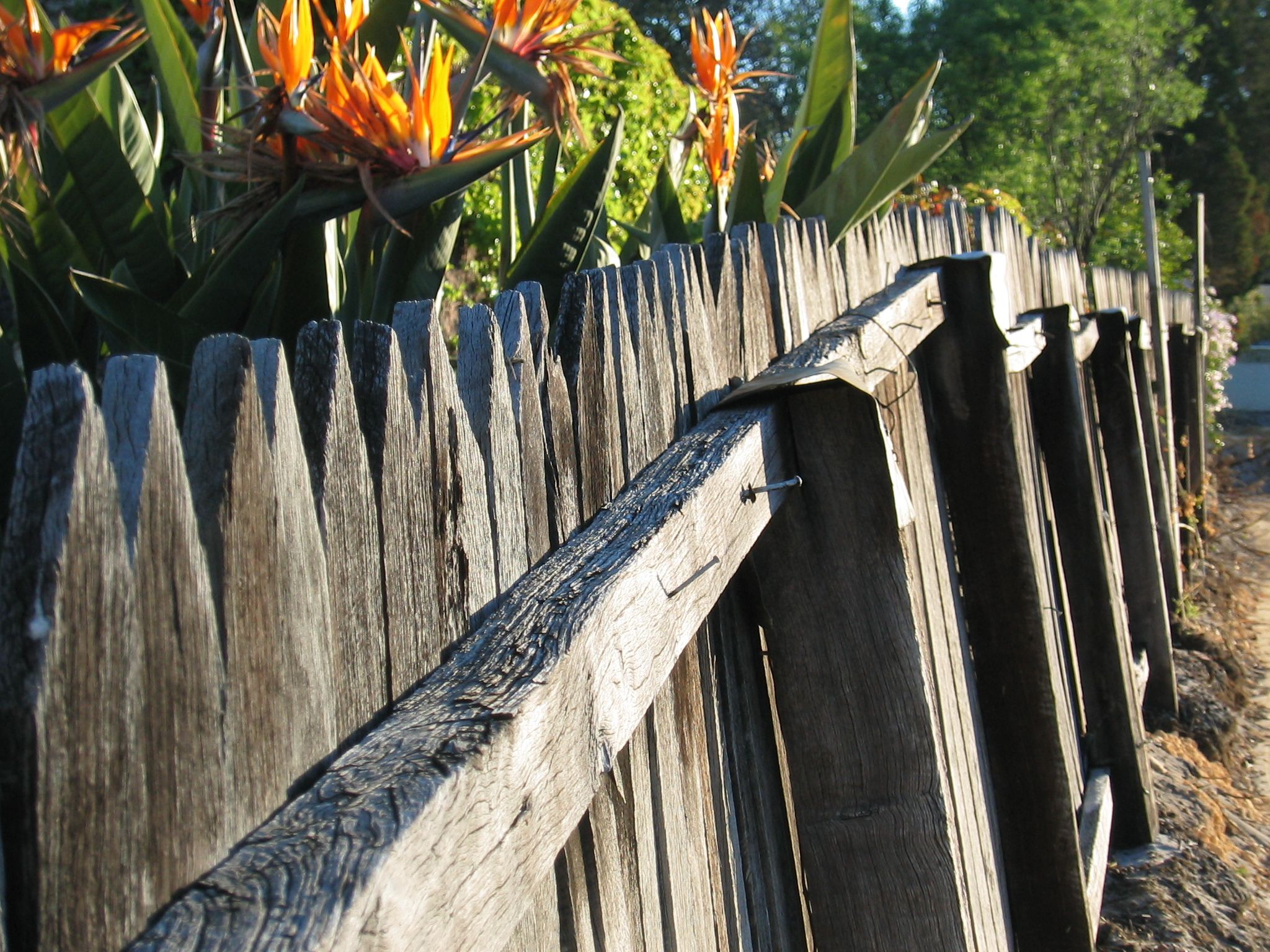
Паркан ручної роботи 1930-х років в Австралії.

Огоро́жа, загорожа, рідко огоро́да  — «паркан, стіна, тин і таке інше, які оточують що-небудь». Це автономна споруда, яка служить для захисту, виокремлення чи обрамлення певної території, або для об'єднання всіх будівель двору в один архітектурний ансамбль.

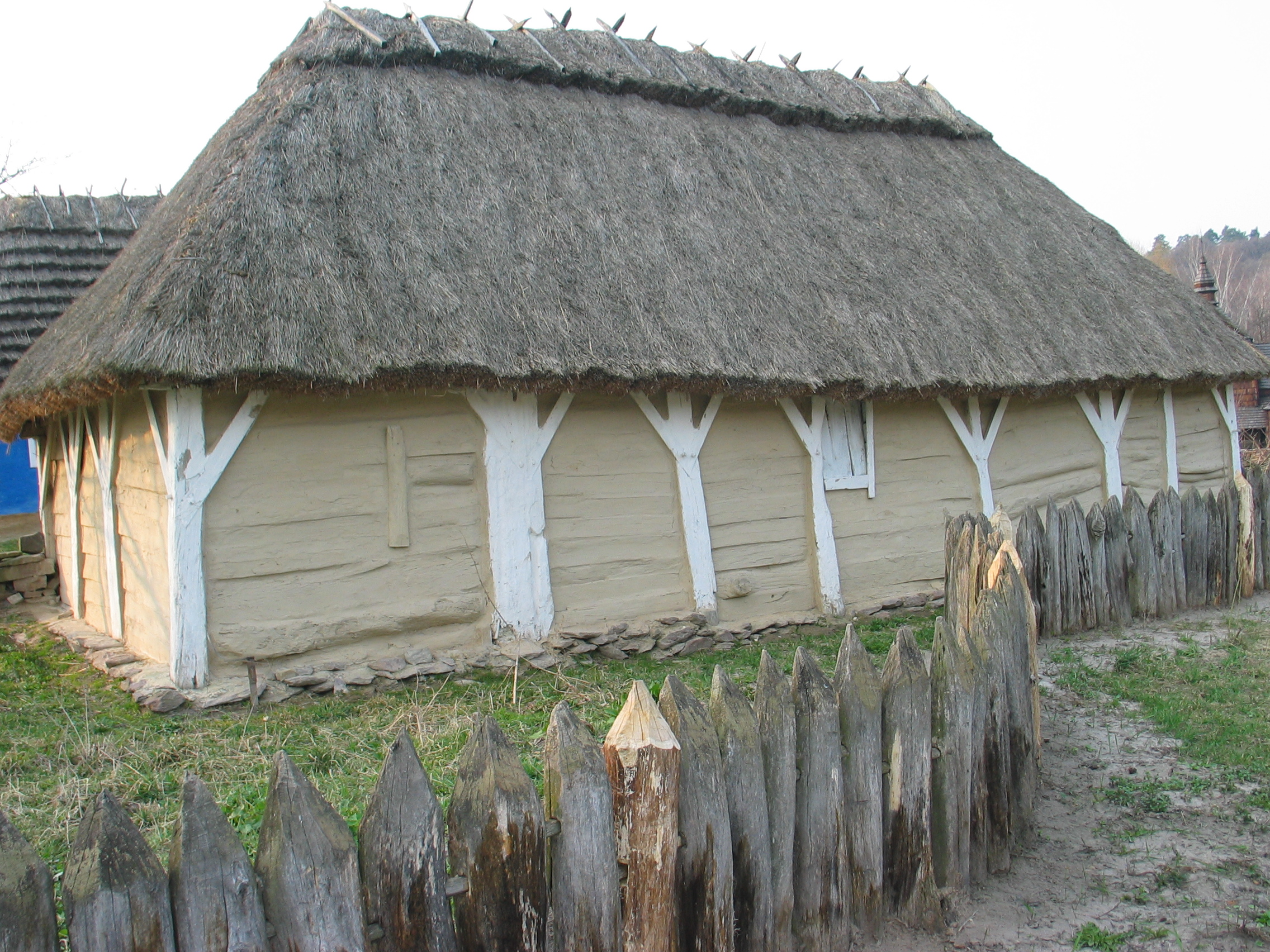
Огорожа у вигляді частоколу. Музей у Пирогові.

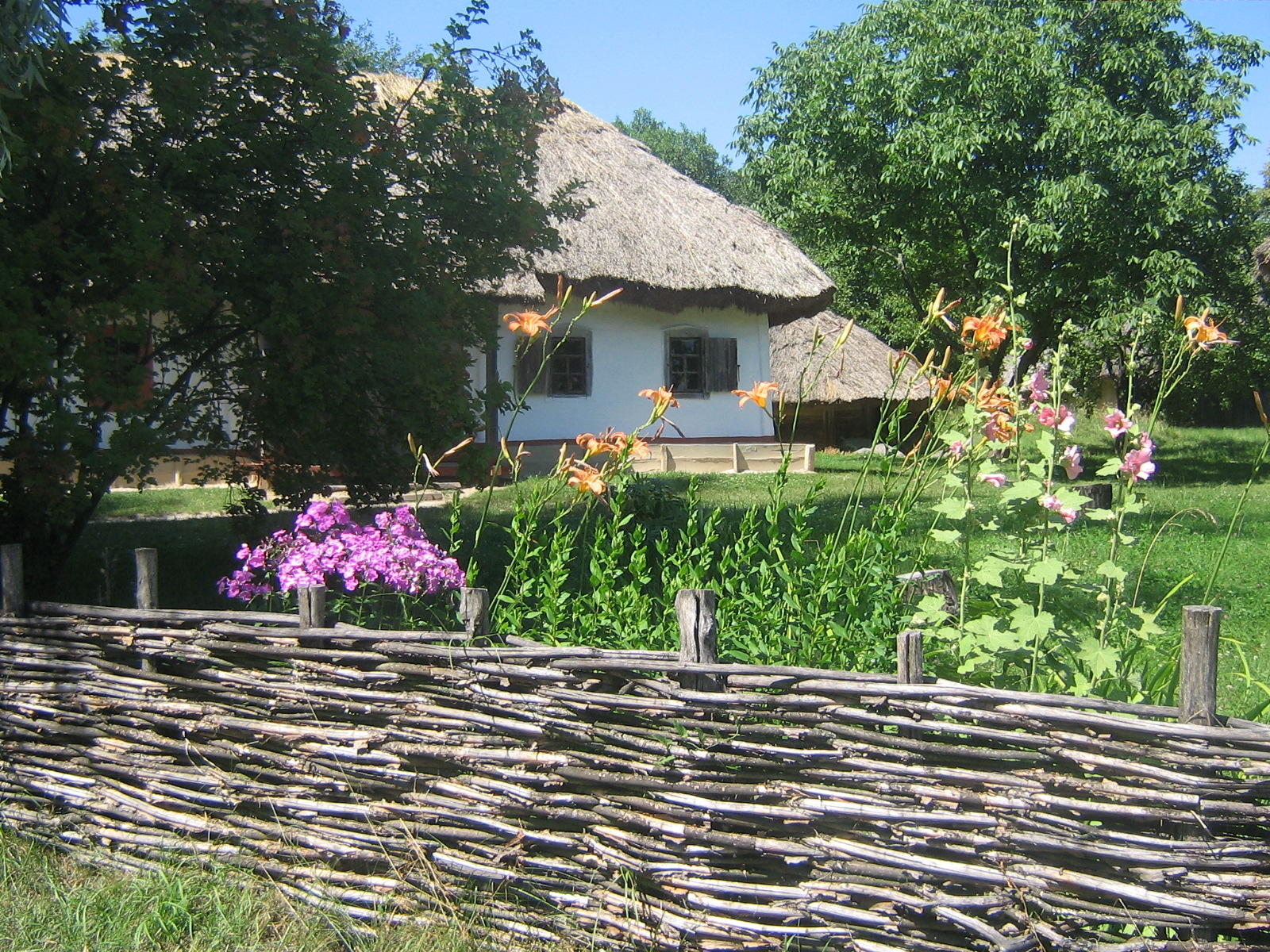
Огорожа у вигляді тину, в якому горизонтально заплетені гілки ліщини.

Огорожі ділянки (тини, паркани, частоколи, плоти, мури та ін.) ставляться на кордонах, межах, визначених відповідними місцевими органами державної виконавчої влади. 

## Історія. Види огорож
Найдавнішими огорожами є вали із землі та глини, поверх яких висаджували кущі та дерева. Пізніше стали поширеними тини плетені з лози. Огорожа позначає межу між «своїм» і «чужим» простором або між садибою і полем (лісом), визначала межу людського обійстя. В'їзні ворота — брама, вхідні двері — хвіртка та перелаз —  у номінативній функції мають значення отворів для проходу або проїзду в огорожі між будівлями тощо, — конструкції, які виконували пропускні функції. В огорожах для проходу влаштовують ворота, хвіртки, перелази. Зверху її можуть покривати дашком, покрівлею. Солом'яний дашок на загаті, над тином і таке інше відоме як «острішок». Найчастіше садиби обгороджували плотом і живоплотом з глоду чи грабини, рідше кам'яним муром. Плоти часто накривали солом'яними двосхилими дашками. Уздовж огорож насаджували дерева й кущі. Хата з призьбою — це коли знадвору навкруги оселі за допомогою низенької огорожі з лози чи дощок утворюють проміжок, який заповнювали землею. Так утворювалася призьба, яка взимку оберігала нижню частину помешкання від охолодження, а влітку на ній сиділи, як на лаві, щоб відпочити, погрітися на сонці або погомоніти. У центральній частині Бойківщини майже кожна хата мала галереї зі зрубною огорожею з двох, трьох або й чотирьох боків. Тут сушили та зберігали овочі, в негоду виконували дрібні ручні роботи, іноді відпочивали. В гуцульському оседку, який і досі зберігся, головною спорудою в ґражді є житловий будинок, який складається з приміщень (розташованих за таким порядком: хата + сіни + комора або комора + хата + сіни) дах, ніби шолом, покриває зруб, спадаючи на пологіші плечі прибудов-притул (вони утворюються завдяки продовженню даху на огорожу) так низько, що майже торкається землі. Більш розвиненим варіантом житла є ґражда, зафіксована в с. Криворівня Верховинського району (господар І. Харук). Тут навпроти входу до хати збудовано кліть, яка стіною та вихідними дверима підходить до огорожі й зливається з нею. Місцеві мешканці називають ґражду такого типу «хатою з брамами» або «хатою з ґраждами». Специфіку південній оселі надавали кам'яні або глиняні масивні огорожі палісадників і садиб, які білились, а в нижній частині покривалися сажею або кольоровими глинами.
| | \| «Кожен двір обнесено високою дерев'яною огорожею. Тут все із дуба, із сосни, із берези, із граба. Все з лісу. Загляньте у двір. З колод рублена хата, важка, аж вгрузла в землю. Колись був добрий тес, та вже почорнів, поточив його шашіль. Смола затверділа на лутках, зелений мох заквітчав і дах, і стіни, і сирі підмурки. Далі хлівець, теж дерев’яний і зелений від моху; он жердяний загін для скотини; чорний аж слизький зруб колодязя, на ньому важке, міддю оковане цебро; в глухому кутку повітка для воза, там і колоди, і збруя, і всякий реманент. Оце й усе хазяйство. В огорожі, що захищає селянина від злого сусідського ока, диких свиней та вовків, є потаємний вихід до низу, тобто на земельну ділянку». \| |
| — Віктор Близнець у повісті «Древляни» про давню поліську садибу на Житомирщині | |
| «Кожен двір обнесено високою дерев'яною огорожею. Тут все із дуба, із сосни, із берези, із граба. Все з лісу. Загляньте у двір. З колод рублена хата, важка, аж вгрузла в землю. Колись був добрий тес, та вже почорнів, поточив його шашіль. Смола затверділа на лутках, зелений мох заквітчав і дах, і стіни, і сирі підмурки. Далі хлівець, теж дерев’яний і зелений від моху; он жердяний загін для скотини; чорний аж слизький зруб колодязя, на ньому важке, міддю оковане цебро; в глухому кутку повітка для воза, там і колоди, і збруя, і всякий реманент. Оце й усе хазяйство. В огорожі, що захищає селянина від злого сусідського ока, диких свиней та вовків, є потаємний вихід до низу, тобто на земельну ділянку». | |

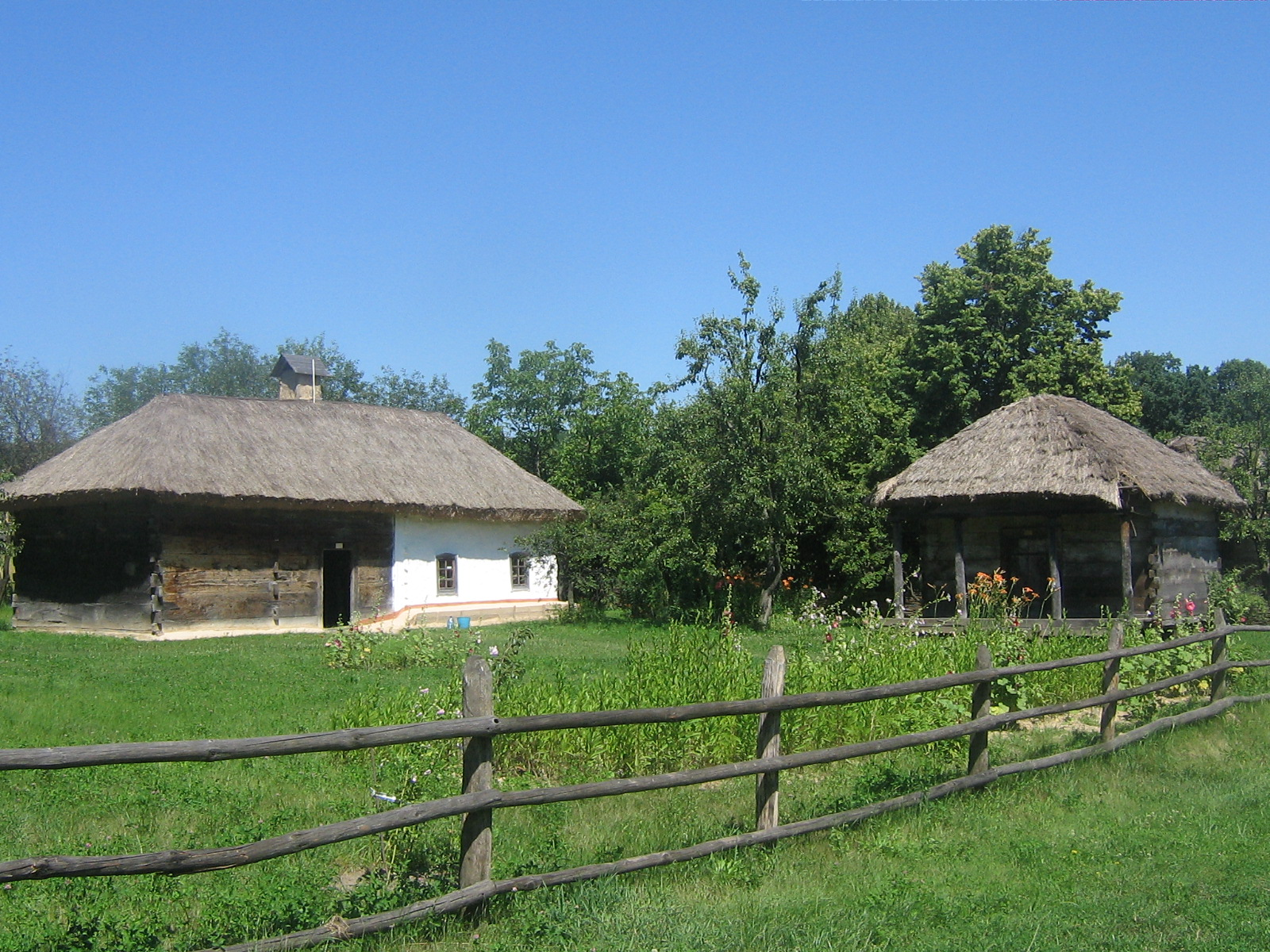
Паркан. Музей у Пирогові.

Основне призначення огорожі — бути перешкодою для худоби та лісових звірів, а разом з деревами й кущами (посадженими попри огорожу, або живопліт) навколо двору — затримувати снігові замети та пилюку з вулиць і полів. Колись огорожа відігравала й оборонну роль, — звідси обгороджування городищ. Окресливши огорожею певну ділянку, людина заявляє про права на цю територію, встановлює на ній свої закони й лад. Це її мікросвіт, витворений згідно з індивідуальним смаком. У ньому вона набирається снаги, про нього вона піклується й обстоює його. Зі словом «городити» пов'язані за походженням слова «град», «Город (землеробство)». 
Огорожа — символ власності. Федір Вовк писав:
| | \| «Огорожа двору, чи обістя — предмет особливої старанності українських господарів, що, мабуть, має зв'язок із західно-європейським значенням огорожі як символу власності; цим Україна відрізняється від Великоросії (Московщини), де двори часто зовсім не мають огорожі — можливо, також у зв'язку з пануючим там так званим общинним ладом. Відсутність огорожі в українського селянина — це ознака останньої розпусти та недбальства у господарстві». \| |
| «Огорожа двору, чи обістя — предмет особливої старанності українських господарів, що, мабуть, має зв'язок із західно-європейським значенням огорожі як символу власності; цим Україна відрізняється від Великоросії (Московщини), де двори часто зовсім не мають огорожі — можливо, також у зв'язку з пануючим там так званим общинним ладом. Відсутність огорожі в українського селянина — це ознака останньої розпусти та недбальства у господарстві». | |

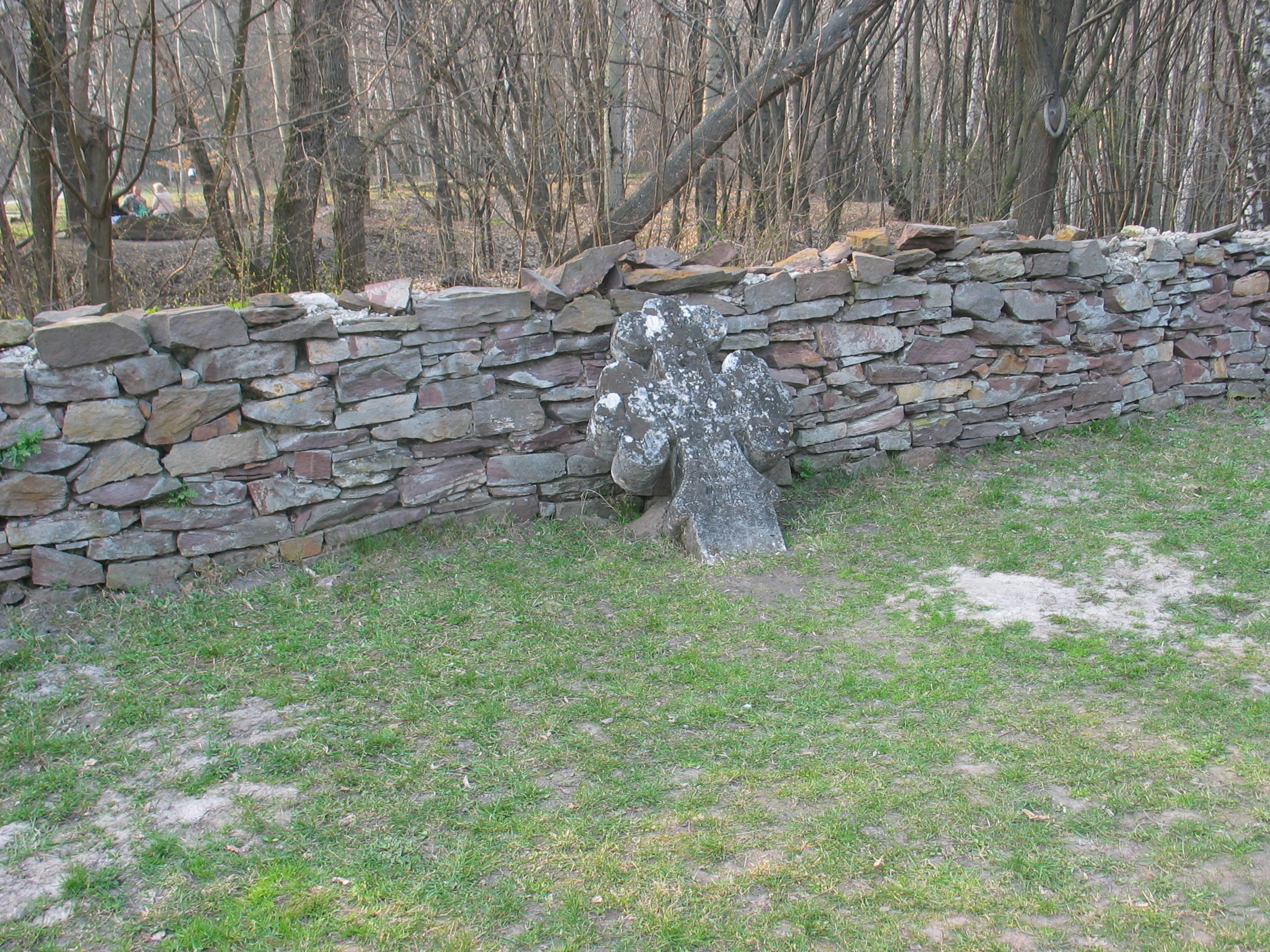
Мурована огорожа сухої кладки. Музей у Пирогові.

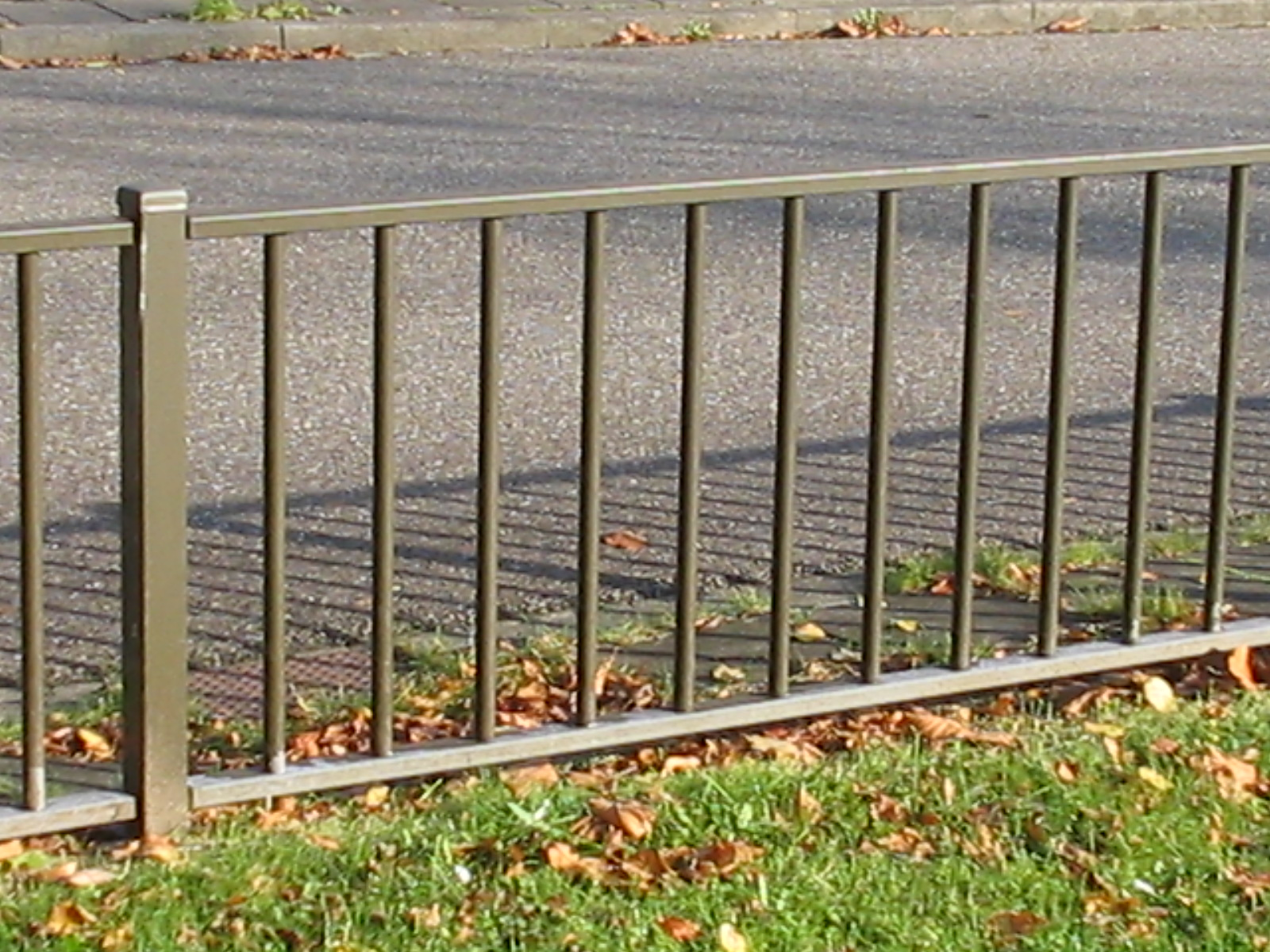
Заводська огорожа

Тип огорожі залежить від природних умов. 
Видами огорож є
- Тин — огорожа, сплетена з лози, тонкого гілля; пліт».[6] Окремий елемент у такий огорожі називають вори́ною[7][8] (збірн. вор'я, вір'я), парні стійки, між якими защемлювалися кінці ворин — кілєм (кіллям), лозові кільця-обв'язки верху кілля — гужвою (гуже́вкою), нижню ворину для запобігання гниттю вкладали на камені-підставки — підніжки[9]. Ворини традиційно були колотими і на торці мали форму трикутника. Кожна ворина обмежується парою кілків і має довжину близько 4 м і висоту до 1,3 м. Сусідні сегменти вориння ставлять під невеликим кутом: це зумовлюється тим, що краї ворин кожного наступного сегменту мають лежати на краях попереднього (отже, при круговому плані вориння мало зигзагободібну форму). Ворини легко вставляються між кілків і так само без значних зусиль виймаються або відсуваються[10].
  - Огорожа з ліс — різновид огорожі, поширений в Карпатах. Складається з окремих секцій-ліс, прикріплених гужвою до кілків. Кожна ліса утворюється парою стояків з отворами і вставленими в них горизонтальними жердинами (латами, воринами). Уставлені в отвори кінці лат розклинюються дерев'яними клинами-плішками («плішаться»). Посередині ліси до лат кріпиться цвяхами додатковий вертикальний стояк, а між середнім і крайніми стояками по діагоналі прибивають по одній латі[10].
  - Брімка — різновид огорожі з ліс, додатково посилений вертикальними елементами (смерековими жердками-«тонкомірами», неякісними дошками), уплетеними між латами. У висоту така конструкція сягала 3 м і служила надійним захистом загонів від вовків[10].
- Пліт (огорожа) — огорожа, плетена з хворосту (хмизу);[11] плетений тин.[12]
- Живопліт (жива огорожа) — огорожа з кущів.
- Окі́л' — діалектна назва кільцеподібної огорожі з кілків[13].
- Палісад — старовинна оборонна споруда з вертикальних колів, паль.
- Парапет — невисока, переважно суцільна огорожа по краях мостів, балконів та ін.
- Паркан — стіна, огорожа, зазвичай дерев'яна.[14][15]
- Перила (поруччя, поручні, бильця) — невисока огорожа по краях сходів, балкона, містка, трибуни.
- Розкі́л, розко́л — невелика трикутна загорожа, довгий вузький коридор із дерев'яних щитів з розширеним входом, який споруджується для індивідуального огляду та підрахунку овець, коней[16][17].
- Стіна (мур) — переважно мурована огорожа.
- Штахети — загорожа з дерев'яних дощечок або металевих прутів.[18]
- Балюстрада — невисока огорожа сходів, терас, балконів, складена з фігурних стовпчиків (балясин), з'єднаних угорі горизонтальною балкою, плитою чи поручнями.[19]

Сучасні огорожі виготовляються з недорогоцінних (чорних) металів, оцинкованих, або покритих пластмасами чи ін., у вигляді металевих стрічок і сіток (в тому числі безперервних), з дроту, просічно-витяжних листів і тд.

## Галерея

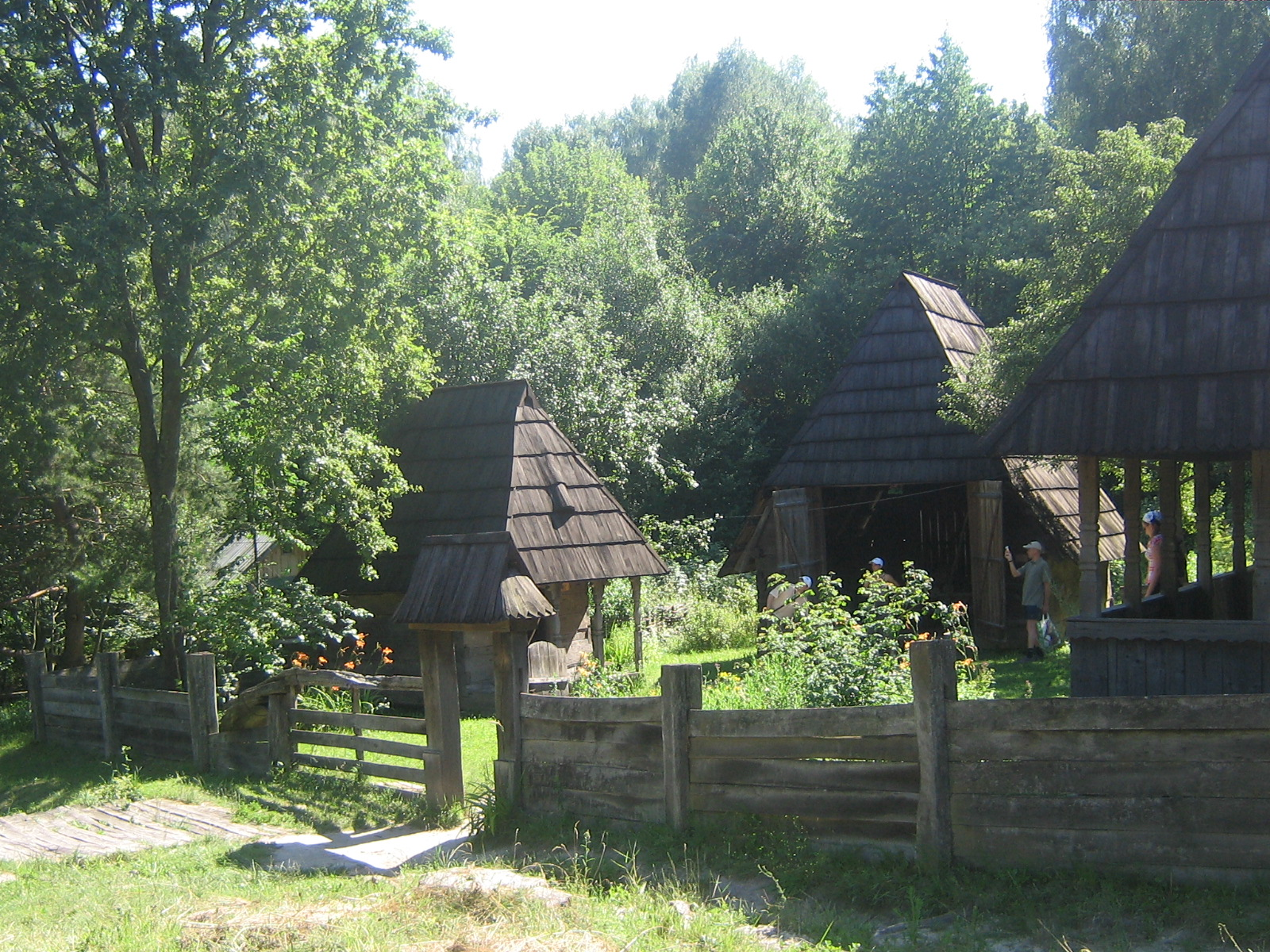
Огорожа з горизонтальних дощок
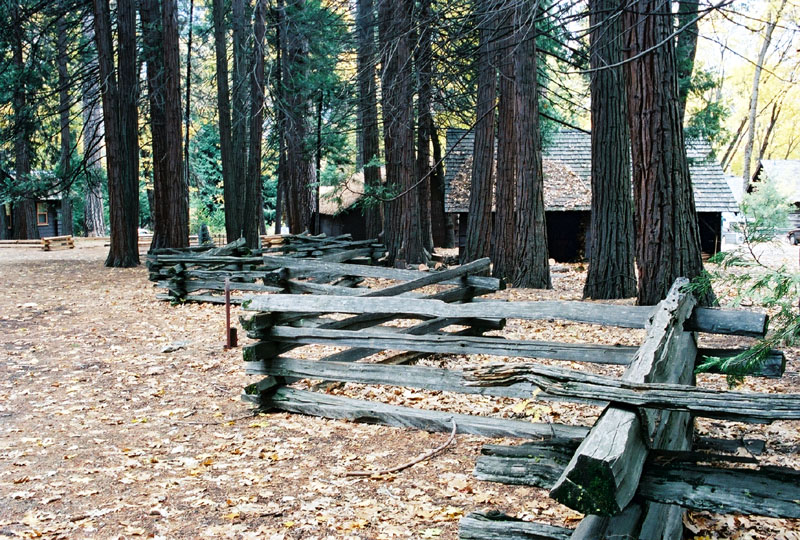
Огорожа з роздільних рейок, поширена в районах, багатих деревиною
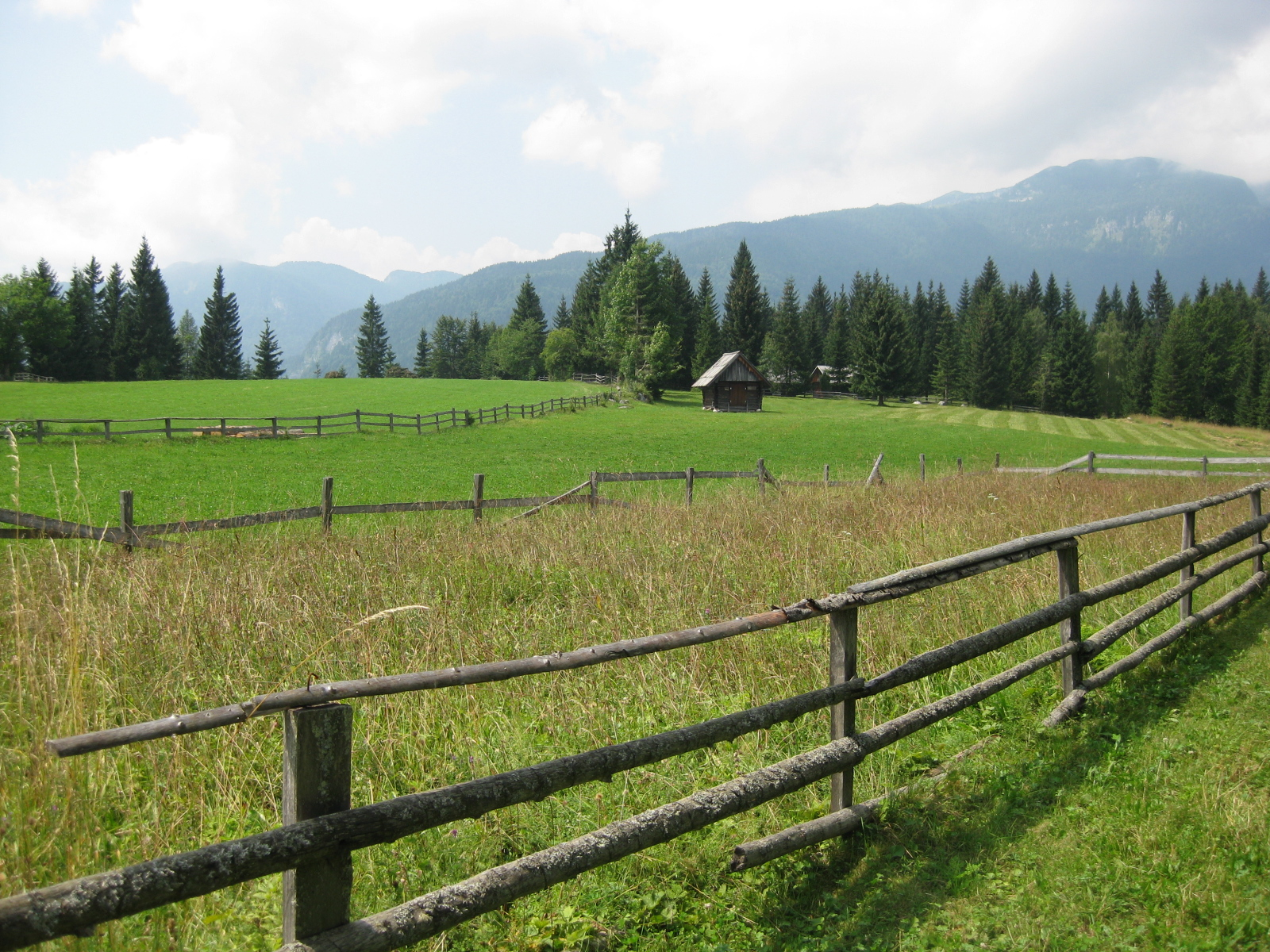
Дерев'яний паркан
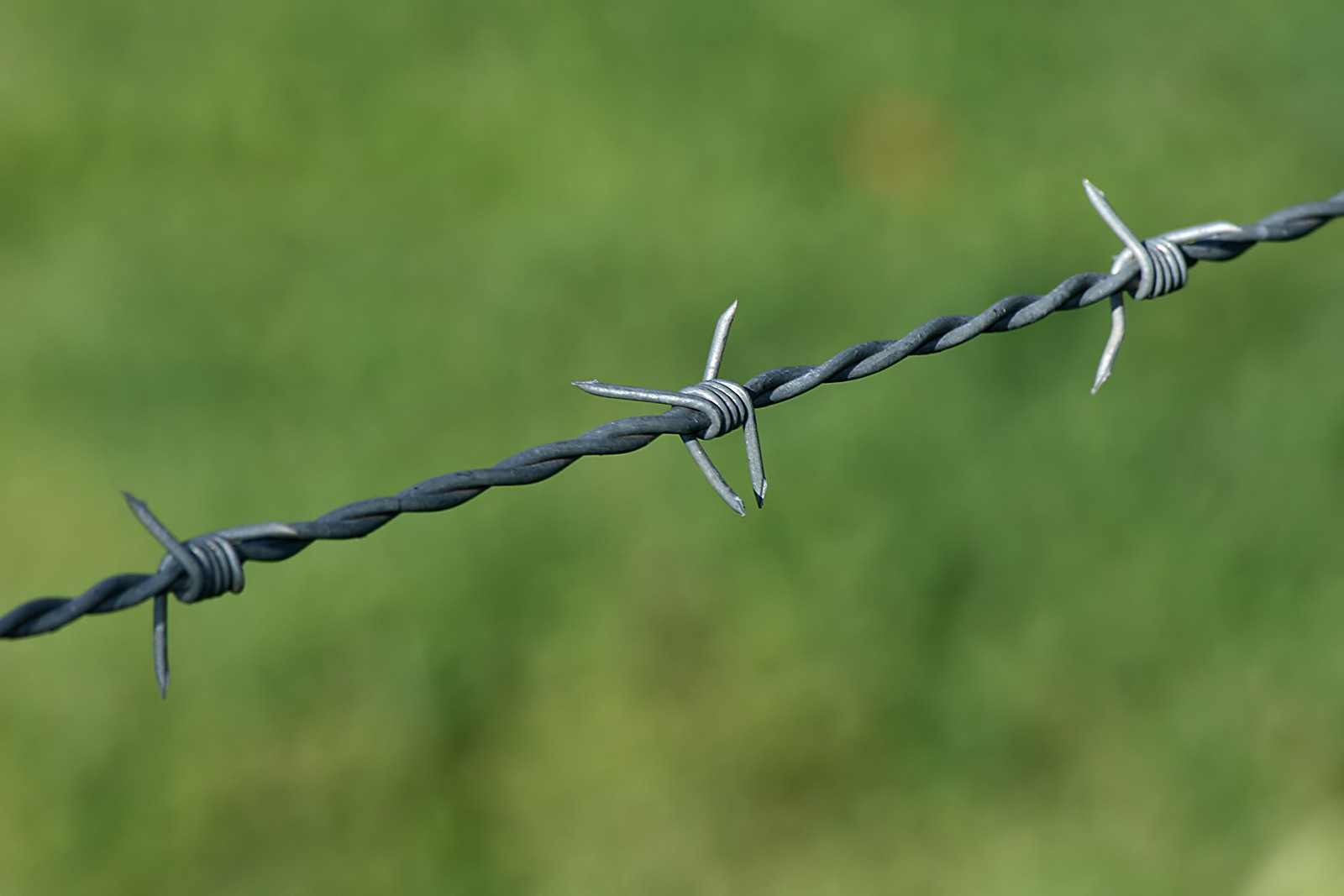
Типова сільськогосподарська огорожа з колючого дроту
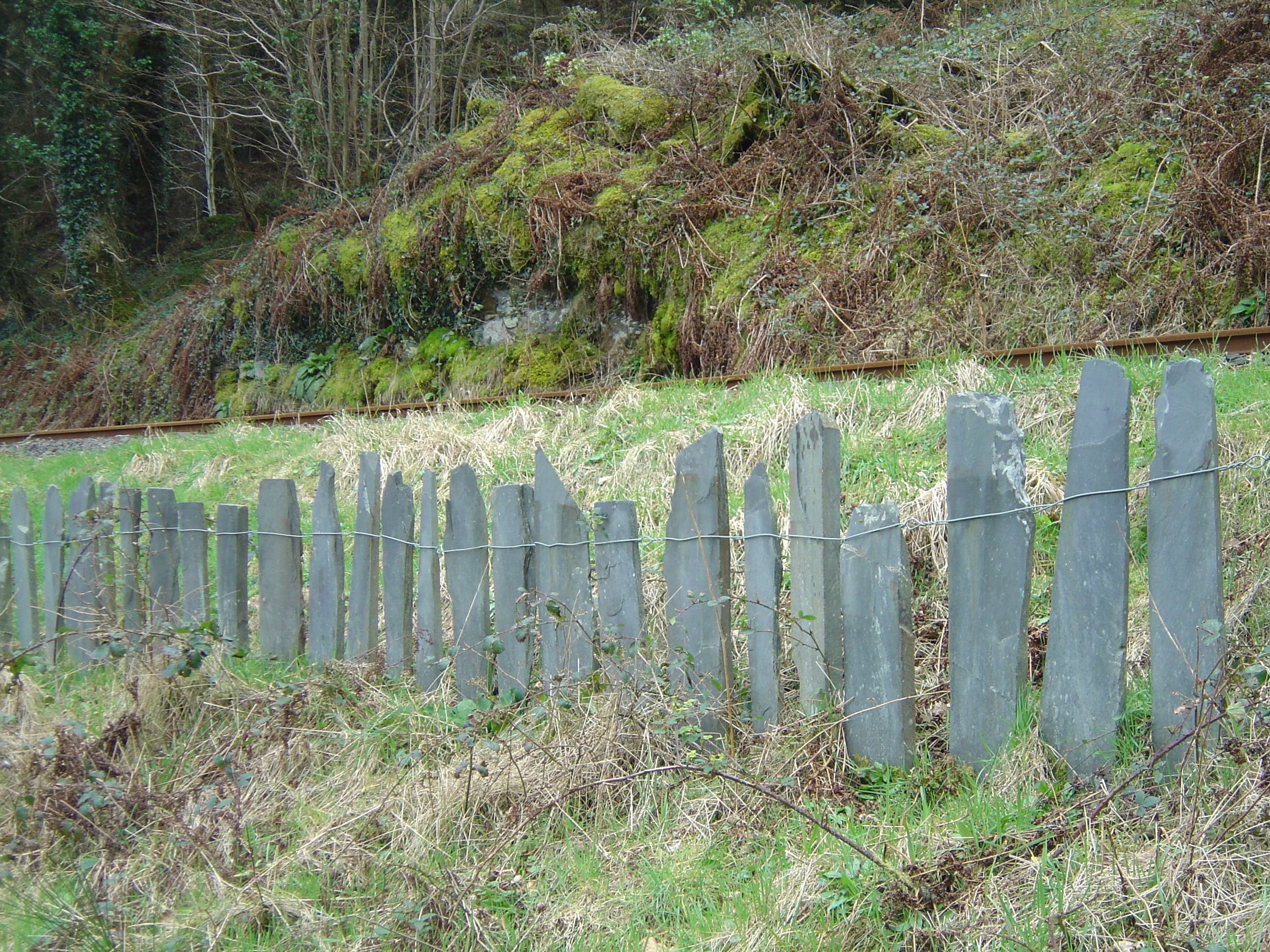
Сланцеві огорожі в Середньому Уельсі
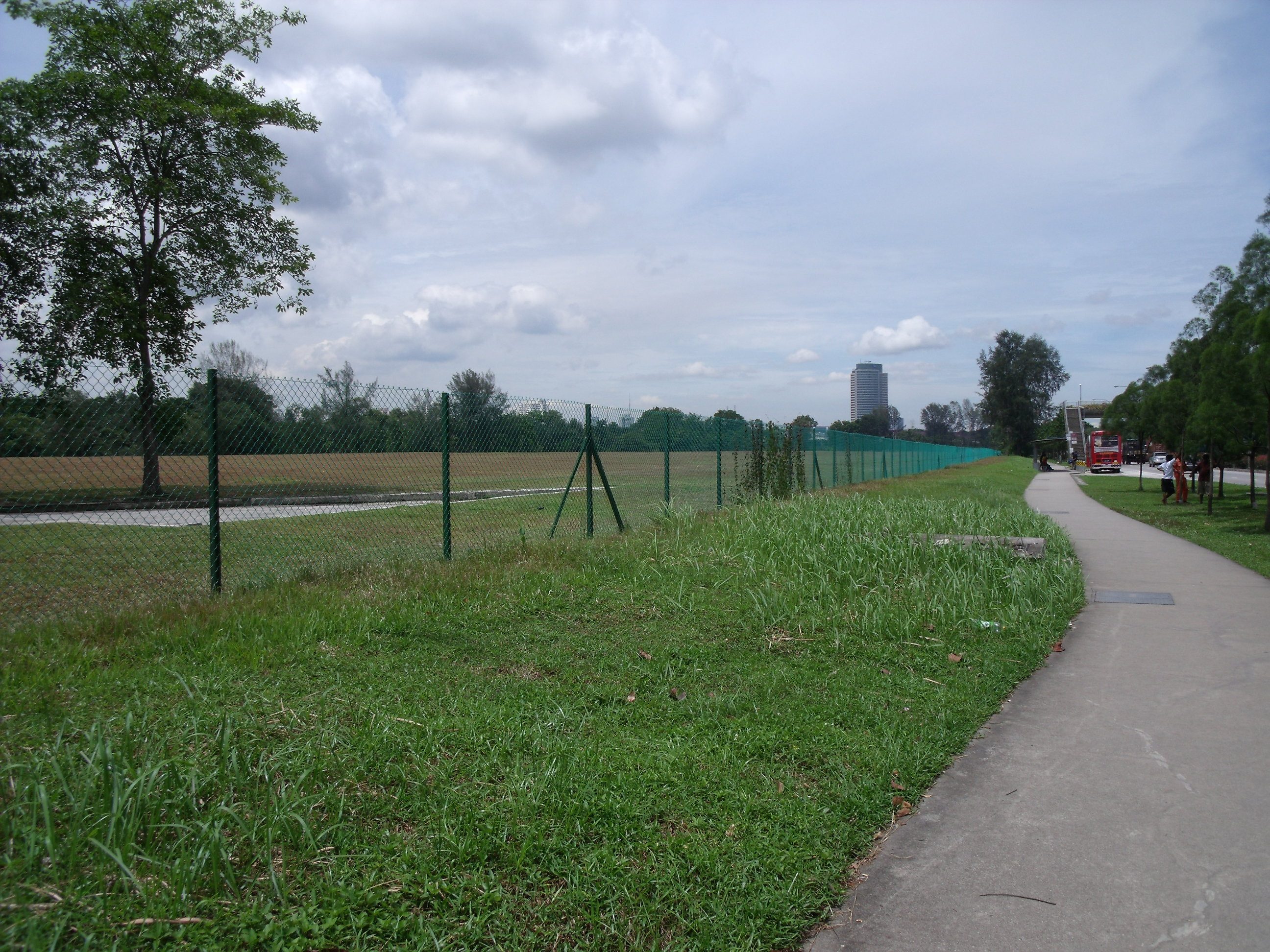
Дротова огорожа з рабиці оточує поле
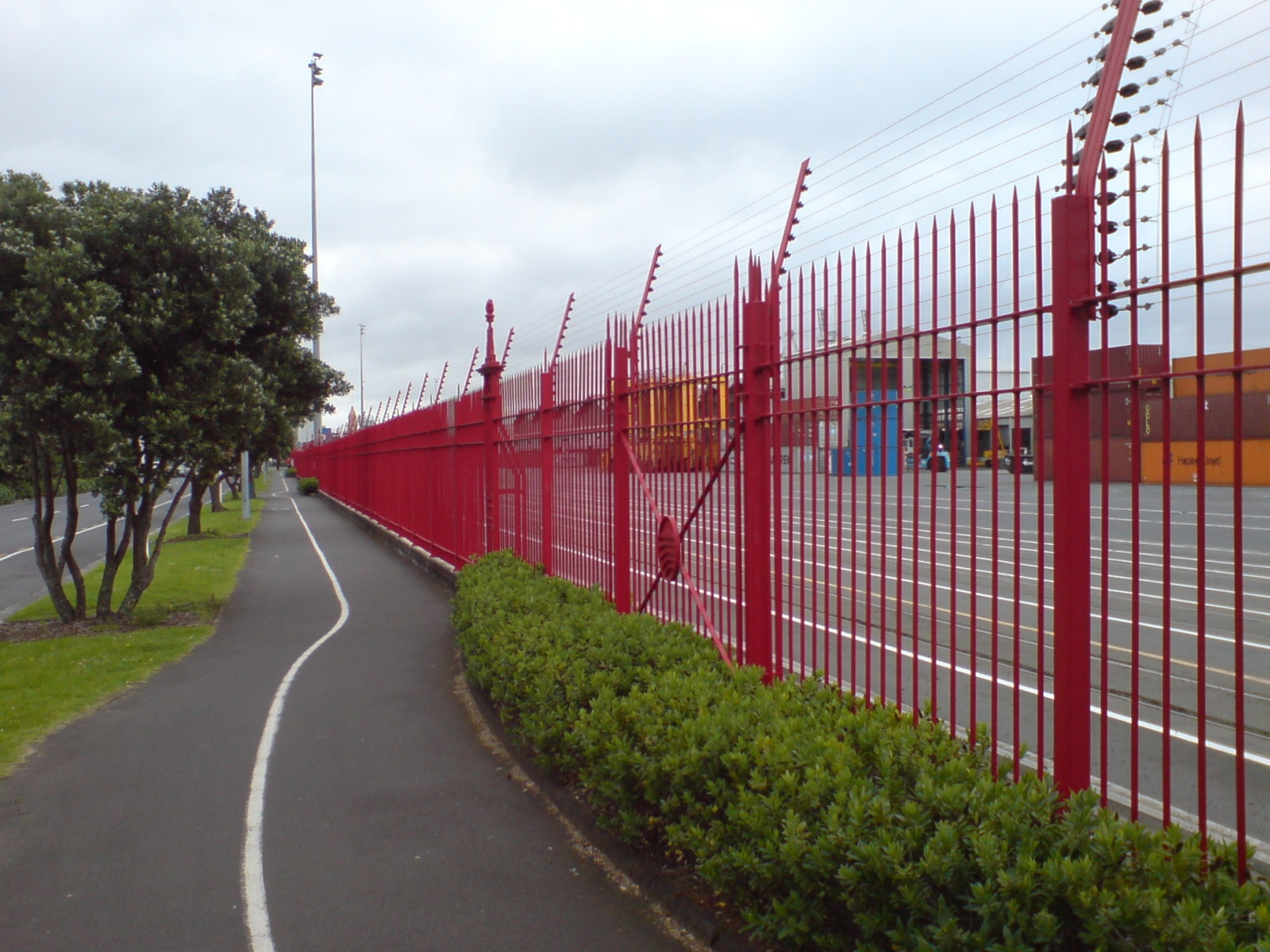
Огорожа для захисту бізнес-парку
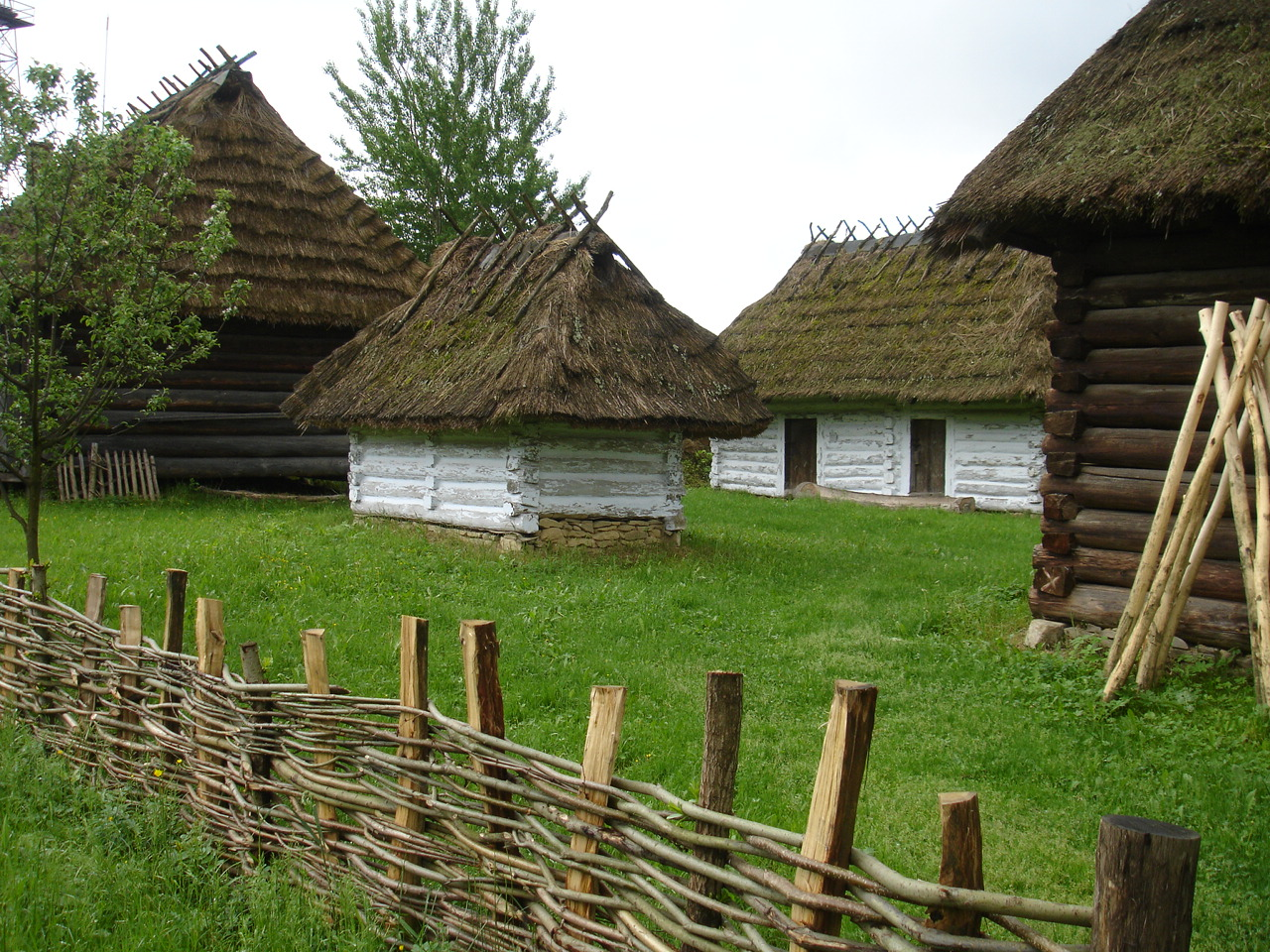
Плетена огорожа в музеї під відкритим небом Сянок-Скансен у Польщі
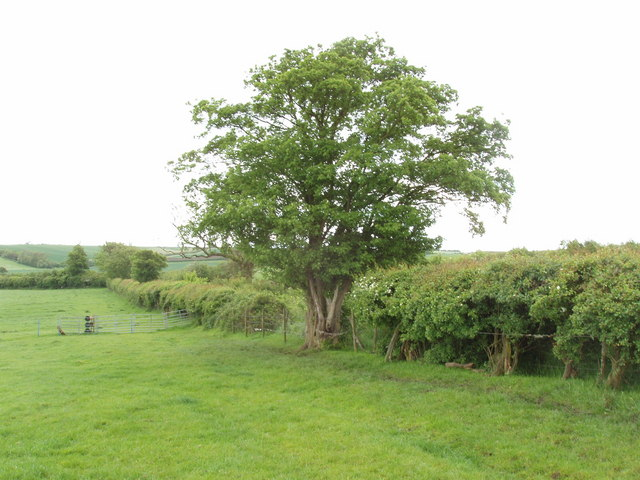
Огорожа з електричним парканом в Бакінгемширі, Англія
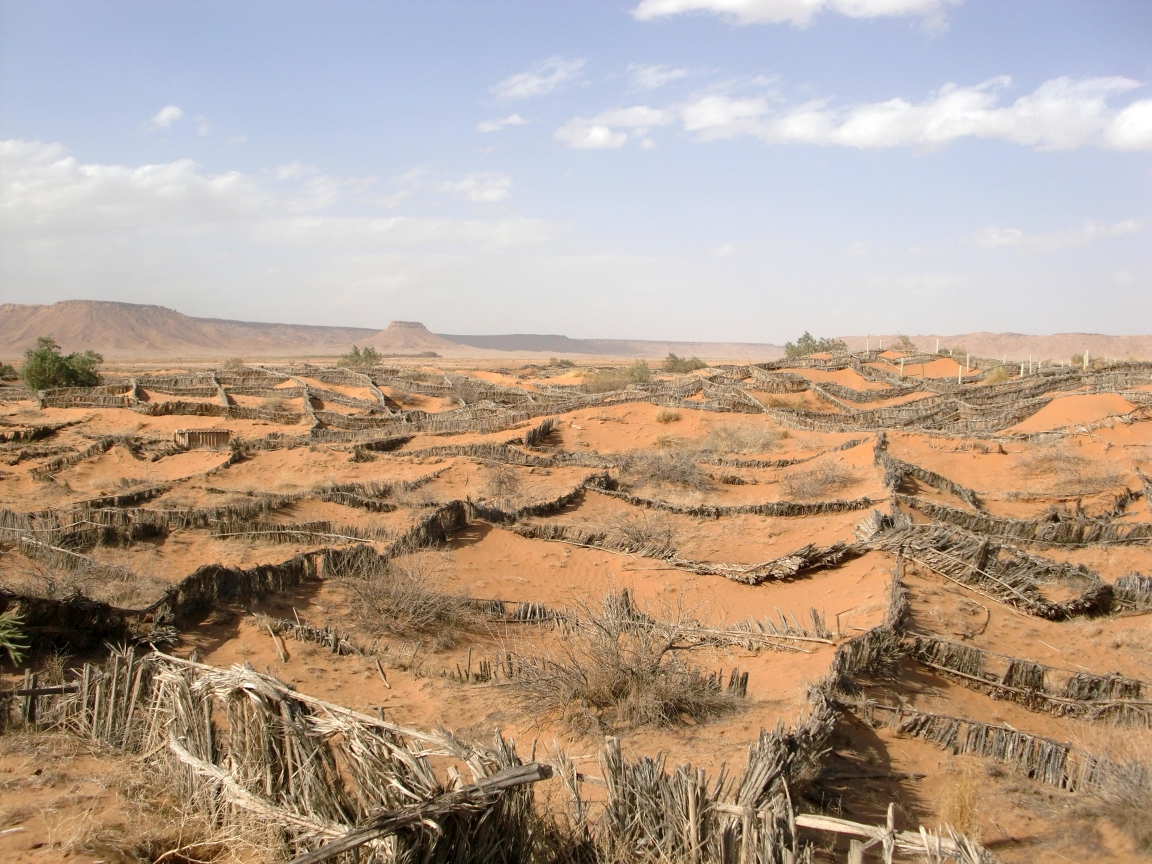
Паркани в Ерфуді в Марокко для запобігання опустелюванню
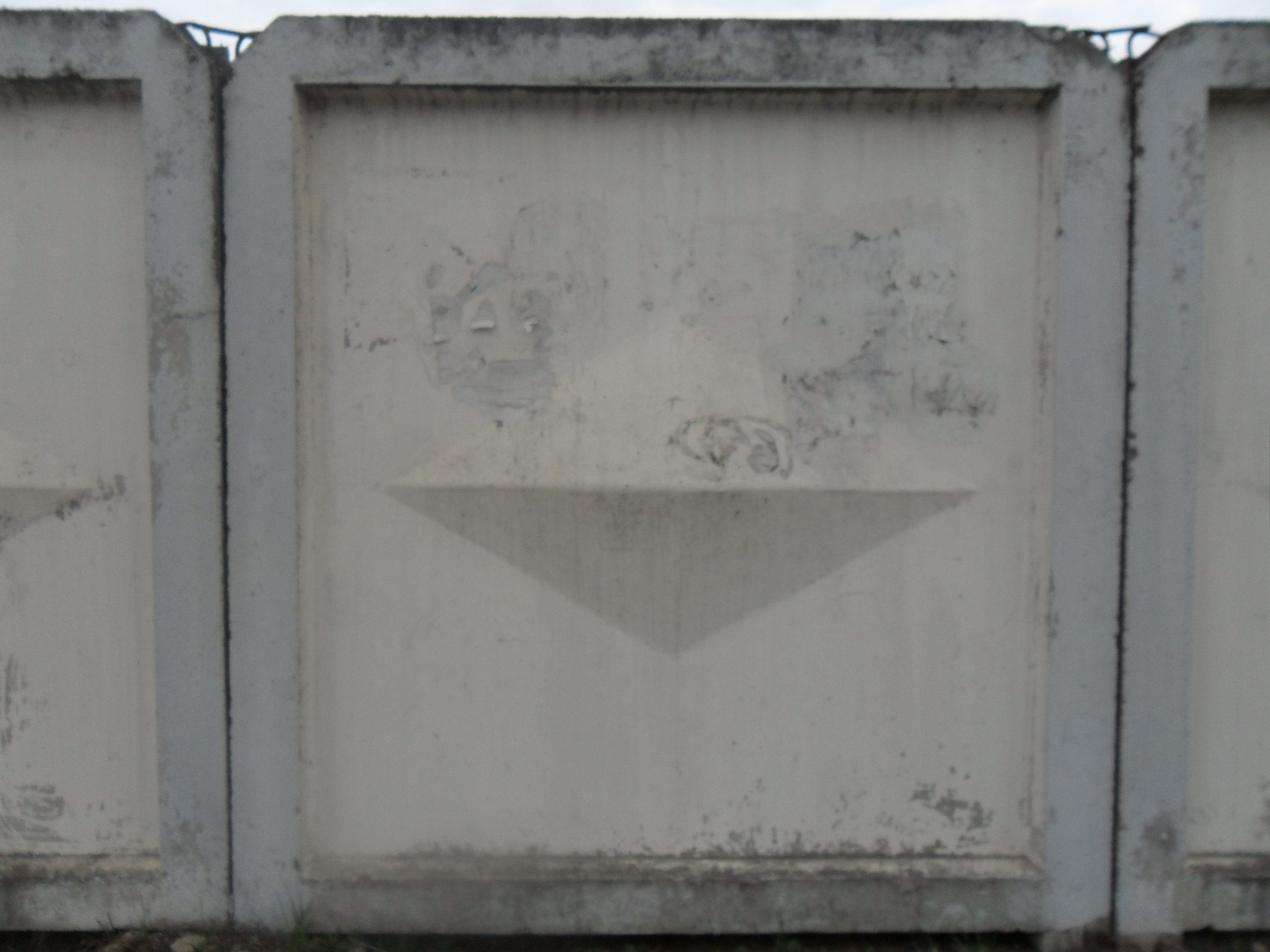
Один із наймасовіших парканів в Росії

### Деталізація джерел
1. ↑  Загорожа // Словник української мови : в 11 т. — Київ : Наукова думка, 1970—1980.
2. ↑  Огорожа // Словник української мови : в 11 т. — Київ : Наукова думка, 1970—1980.
3. ↑  Острішок // Словник української мови : в 11 т. — Київ : Наукова думка, 1970—1980.
4. 1 2 3 4 5 6  Данилюк А.Г. Давня архітектура українського села Етнографічний нарис. К.: Техніка, 2008. 256 с.; іл. (Народні джерела). ISBN 978-966-575-063-5
5. ↑  Огорожа // Українська мала енциклопедія : 16 кн : у 8 т. / проф. Є. Онацький. — Буенос-Айрес, 1962. — Т. 5, кн. IX : Літери На — Ол. — С. 1186. — 1000 екз.
6. ↑  Тин // Словник української мови : в 11 т. — Київ : Наукова думка, 1970—1980.
7. ↑  Вориння // Словник української мови : в 11 т. — Київ : Наукова думка, 1970—1980.
8. ↑  Ворина // Словник української мови : в 11 т. — Київ : Наукова думка, 1970—1980.
9. ↑  Пліт // Словарь української мови : в 4 т. / за ред. Бориса Грінченка. — К. : Кіевская старина, 1907—1909.
10. 1 2 3  Михайло Матійчук. «Полонинське будівництво на Гуцульщині»
11. ↑  Пліт // Словник української мови : в 11 т. — Київ : Наукова думка, 1970—1980.
12. ↑  Етимологічний словник української мови : в 7 т. / редкол.: О. С. Мельничук (гол. ред.) та ін. — К. : Наукова думка, 1989. — Т. 4 : Н — П / укл.: Р. В. Болдирєв та ін. ; ред. тому: В. Т. Коломієць, В. Г. Скляренко. — 656 с. — ISBN 966-00-0590-3. (стор.: 440)
13. ↑  Окіл // Словник української мови : в 11 т. — Київ : Наукова думка, 1970—1980.
14. ↑  Етимологічний словник української мови : в 7 т. / редкол.: О. С. Мельничук (гол. ред.) та ін. — К. : Наукова думка, 1989. — Т. 4 : Н — П / укл.: Р. В. Болдирєв та ін. ; ред. тому: В. Т. Коломієць, В. Г. Скляренко. — 656 с. — ISBN 966-00-0590-3.
15. ↑  Паркан // Словник української мови : в 11 т. — Київ : Наукова думка, 1970—1980.
16. ↑  Розкіл // Словник української мови : в 11 т. — Київ : Наукова думка, 1970—1980.
17. ↑  Розкол // Словник української мови : в 11 т. — Київ : Наукова думка, 1970—1980.
18. ↑  Штахети // Словник української мови : в 11 т. — Київ : Наукова думка, 1970—1980.
19. ↑  Балюстрада // Термінологічний словник-довідник з будівництва та архітектури / Р. А. Шмиг, В. М. Боярчук, І. М. Добрянський, В. М. Барабаш ; за заг. ред. Р. А. Шмига. — Львів, 2010. — С. 29. — ISBN 978-966-7407-83-4.